# FAI - Fondo per l'Ambiente italiano
Il FAI - Fondo per l'Ambiente italiano ETS è una fondazione italiana senza scopo di lucro che opera grazie al sostegno di privati cittadini, aziende e istituzioni per la salvaguardia del patrimonio storico, artistico e paesaggistico italiano, nello spirito dell’articolo 118 della Costituzione Italiana. Fondato nel 1975 su modello del National Trust britannico e affiliato a INTO – International National Trusts Organisation, il FAI tutela il patrimonio collettivo, salvando, restaurando, aprendo al pubblico e valorizzando monumenti e luoghi di natura italiani, che riceve in donazione o in concessione.
Il FAI, inoltre, vigila sulla tutela dei beni paesaggistici e culturali in conformità all’articolo 9 della Costituzione.

## Storia

### Le origini
Il 28 aprile 1975 Giulia Maria Crespi, insieme a Renato Bazzoni, Alberto Predieri e Franco Russoli firmò l’atto costitutivo del FAI, con l’intento di agire concretamente per la tutela e la valorizzazione del patrimonio italiano storico, artistico e naturalistico, dopo l’invito di Elena Croce – figlia del filosofo Benedetto Croce – a impegnarsi per creare in Italia una fondazione sul modello del National Trust britannico.

### Le prime donazioni (1975 - 1977)

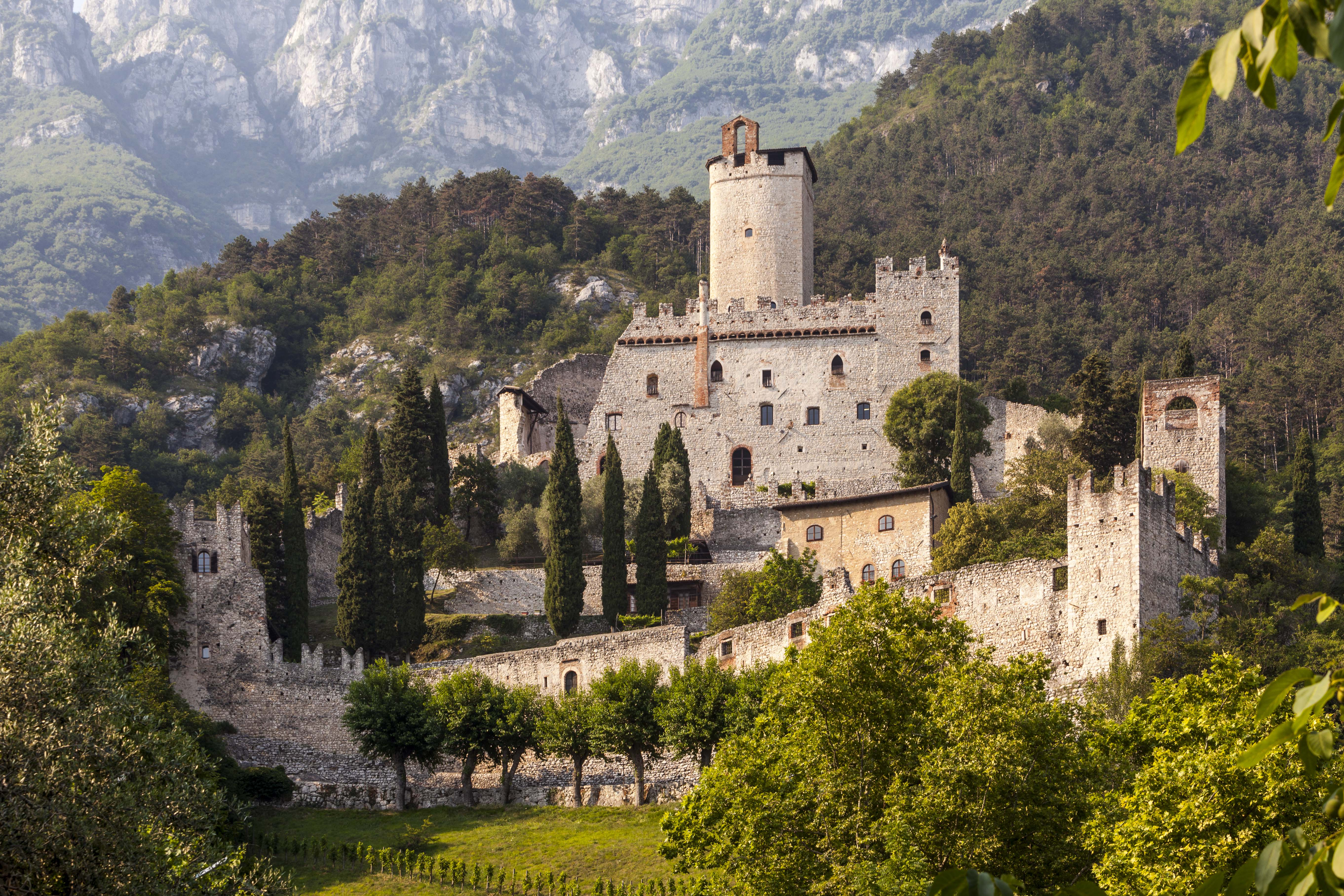
Il Castello di Avio in Trentino.

La prima donazione arriva nel 1977 dall'avvocato Piero di Blasi che lascia al FAI un terreno di oltre 1000 m² a Cala Junco, sull'isola di Panarea, per scongiurare un piano di lottizzazione che avrebbe irrimediabilmente deturpato il paesaggio.
Sempre in quell'anno Emanuela Castelbarco, nipote di Arturo Toscanini, dona al FAI il Castello di Avio (Sabbionara d'Avio, TN) che, dopo due anni di restauri, nel 1979 viene aperto regolarmente al pubblico.
Al 1977 risale anche l'avvio del cantiere di restauro del Monastero di Torba, a Gornate Olona (VA), acquistato da Giulia Maria Crespi allo scopo di donarlo al FAI e salvarlo dal degrado.

### Gli anni 1980 e 1990

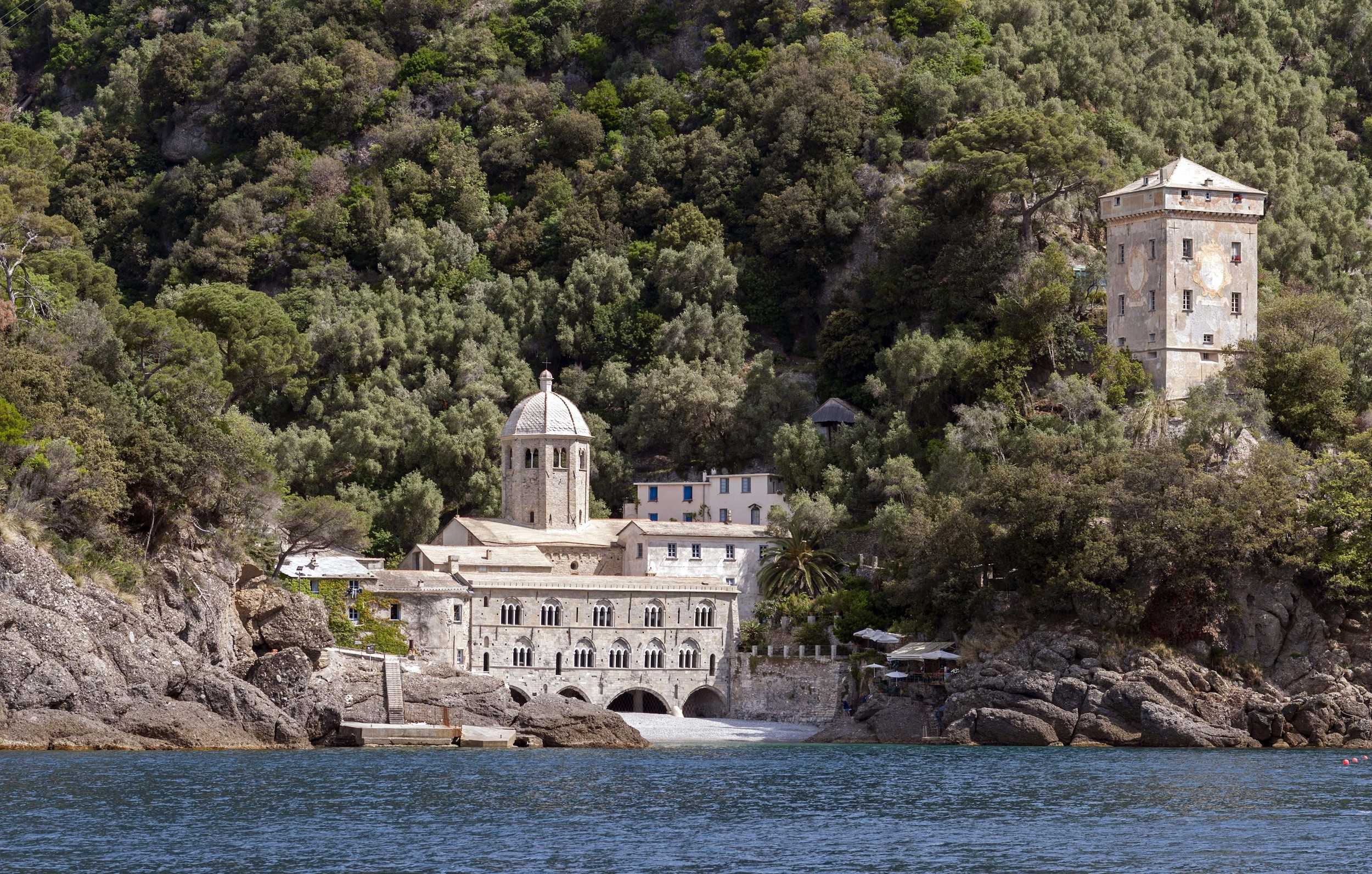
L’Abbazia di San Fruttuoso a Camogli (GE)

Nel 1981 la famiglia De Grossi dona il Promontorio e la Torre di Punta Pagana a San Michele di Pagana, frazione di Rapallo (GE); sempre in ambito ligure, nel 1983 il FAI riceve in donazione dalla famiglia Doria Pamphili il borgo di San Fruttuoso a Camogli (GE) e trentadue ettari di macchia mediterranea, insieme all'annessa abbazia benedettina dell’XI secolo che, cinque anni dopo, viene inaugurata al termine di un primo importante intervento di restauro.
Nel 1985 è la volta del Castello della Manta (CN), donato al FAI da Elisabetta de Rege Thesauro Provana del Sabbione. Due anni dopo, la Fondazione acquisisce dall’Italsider la Baia di Ieranto (NA), primo grande bene naturalistico, oggi incluso nell’Area Marina Protetta di Punta Campanella.
Sempre nel 1987, la famiglia Carbone lascia al FAI l’omonima casa a Lavagna (GE) mentre, tra l’88 e l’89, il patrimonio della Fondazione si amplia attraverso l’acquisizione del Castello di Masino (TO), grazie a una donazione FIAT, Cassa di Risparmio di Torino e Maglificio-calzificio torinese; di Villa del Balbianello sul Lago di Como, lasciata al FAI da Guido Monzino; di Villa Della Porta Bozzolo (VA), donata dagli eredi Bozzolo, e della Torre di Velate (VA), grazie alla donazione di Leopoldo Zambeletti.

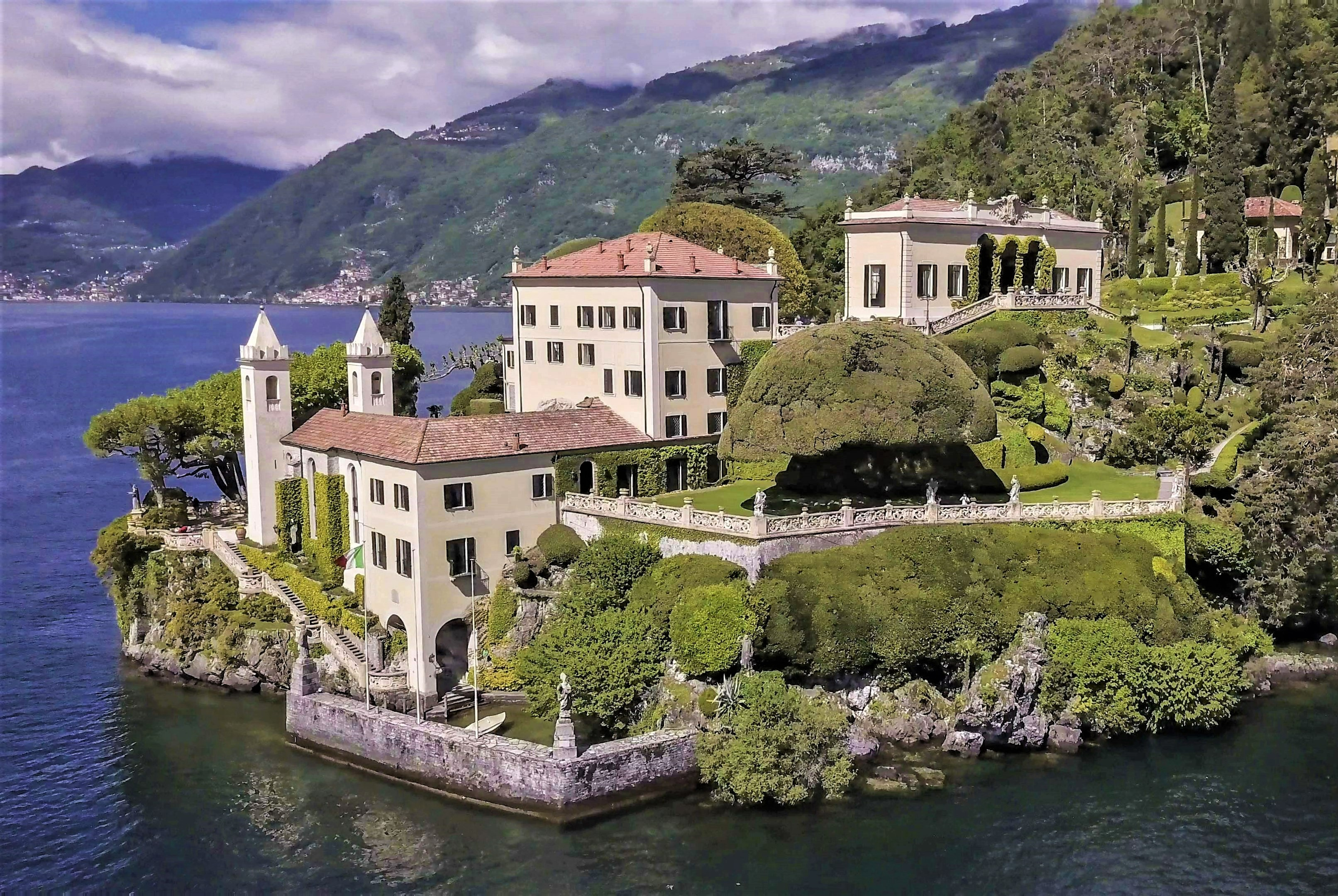
Villa del Balbianello sul Lago di Como

Negli anni 1990 seguono altre acquisizioni: Castel Grumello in provincia di Sondrio (Donazione Fedital); la minuscola barbieria dagli interni decò a Genova (acquisita dagli eredi Giacalone grazie a sottoscrizione pubblica); un'edicola ottocentesca per giornali a Mantova (acquisita dalla famiglia Gandolfi grazie a sottoscrizione pubblica); il Maso Fratton-Valaia ai confini del Parco naturale provinciale dell'Adamello-Brenta (acquisito dai fratelli Endrizzi grazie a una donazione Bayer Italia) e il Teatrino di Vetriano a Pescaglia in provincia di Lucca (donazione di Anna Biagioni e concessione del Comune di Pescaglia).

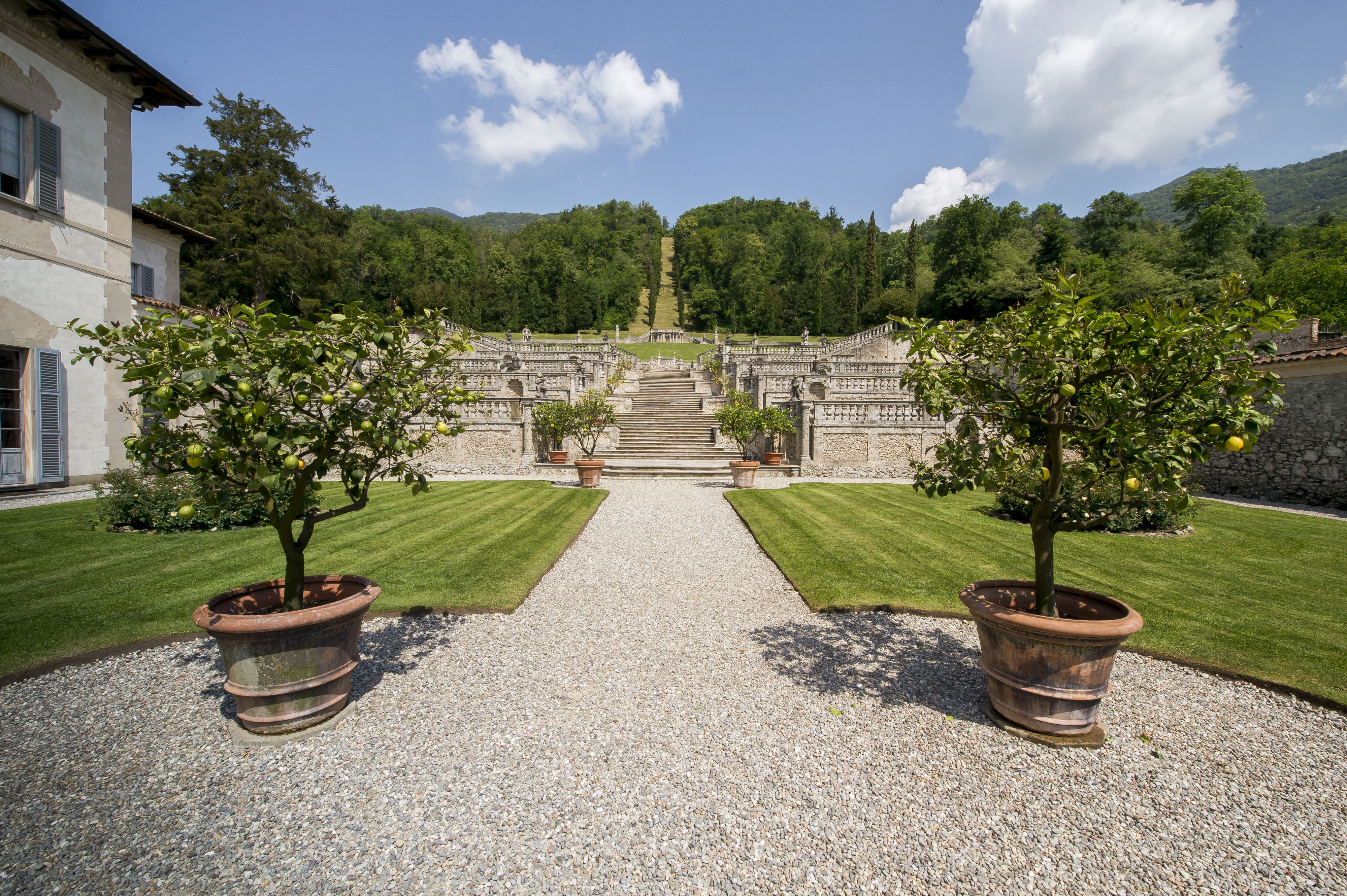
Villa Della Porta Bozzolo in Valcuvia

Nel 1993, con il sostegno delle sue delegazioni di volontari, il FAI lanciò la prima edizione delle Giornate FAI di Primavera aprendo 90 luoghi solitamente inaccessibili in tutta Italia, con un'affluenza di 70mila visitatori. Da allora l'evento divenne un appuntamento annuale, dal 2012 affiancato dall’edizione autunnale Giornate FAI d’Autunno che, nella prima edizione rese accessibili 70 luoghi visitati da 25mila persone.

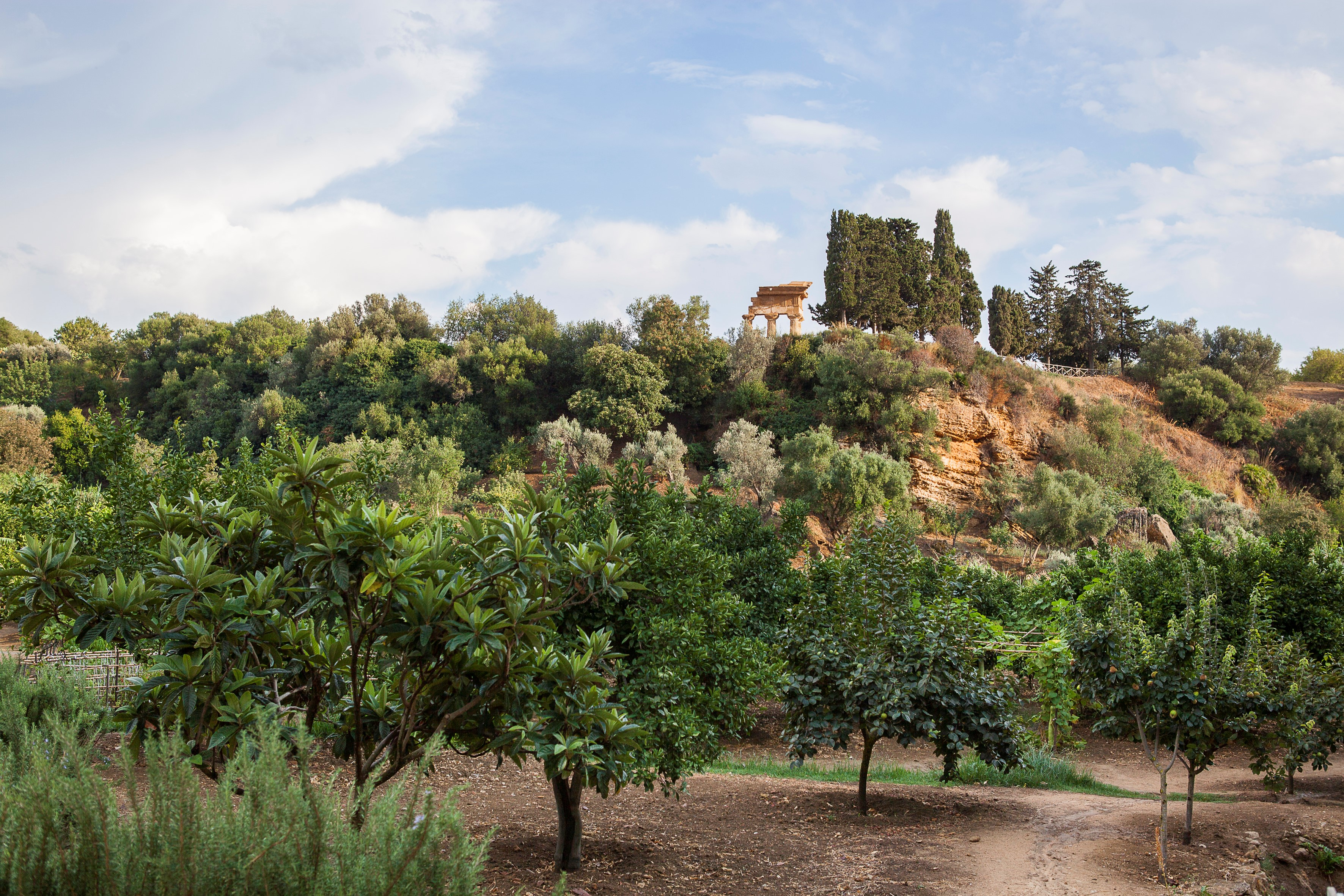
Il Giardino della Kolymbethra nella Valle dei Templi di Agrigento

Nel 1999 arriva il primo grande bene in concessione: il giardino della Kolymbethra, autentico gioiello archeologico e agricolo ai piedi della Valle dei Templi di Agrigento, viene affidato per 25 anni al FAI dalla Regione Sicilia allo scopo di recuperarlo dopo decenni di abbandono.

### Anni 2000

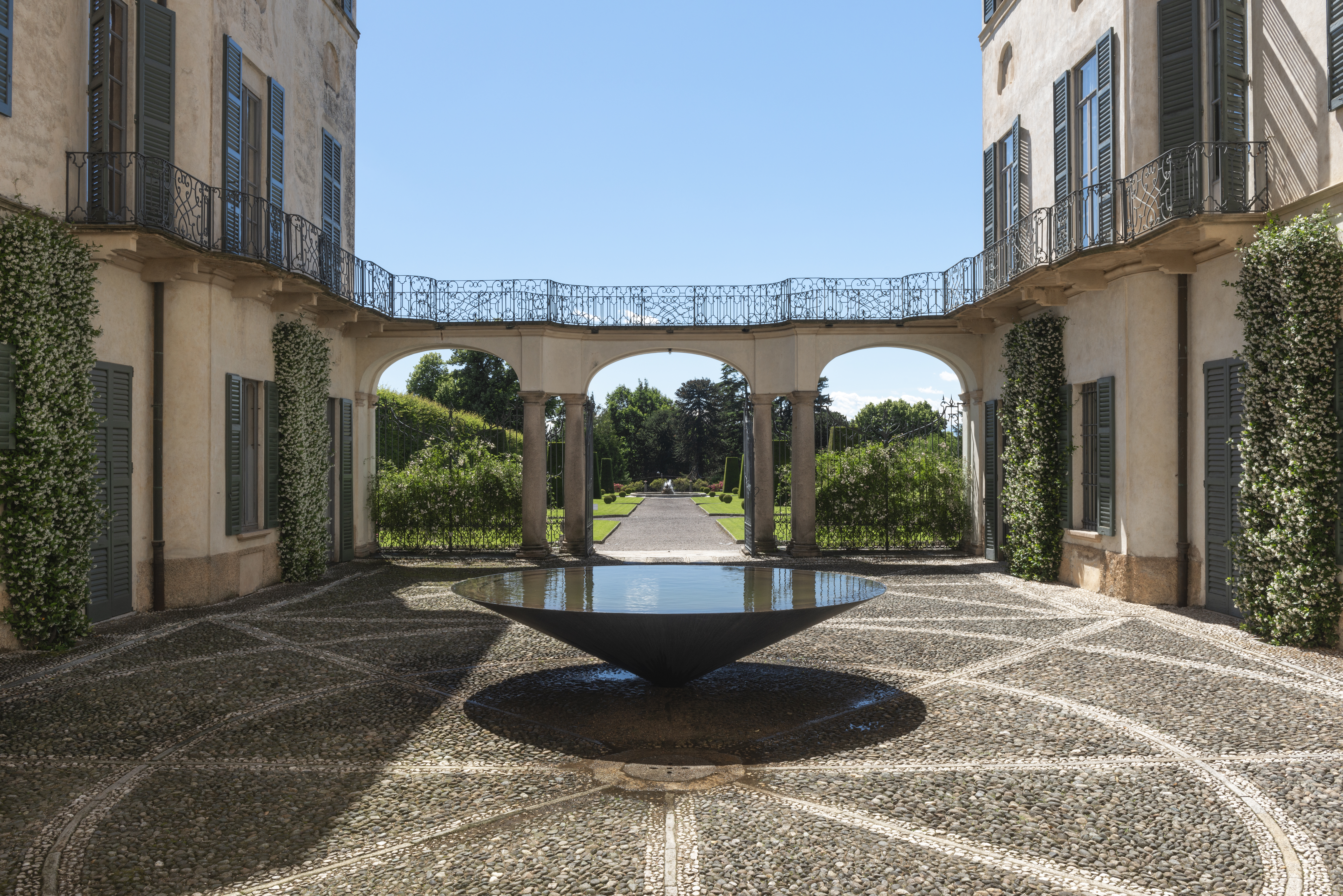
Villa e Collezione Panza a Varese

L’anno successivo, alla presenza del Presidente della Repubblica Carlo Azeglio Ciampi, apre al pubblico Villa Panza a Varese, donata nel 1996 da Giuseppe Panza di Biumo, insieme alla sua collezione di arte contemporanea americana nota in tutto il mondo. Due anni più tardi, l’Agenzia del demanio affida in concessione al FAI Parco Villa Gregoriana a Tivoli (RM), mentre nel 2003 la Regione Sardegna gli affida la Batteria Militare Talmone a Punta Don Diego, vicino a Palau (SS). L’anno successivo la Fondazione acquisisce Casa Noha a Matera grazie alla donazione delle famiglie Fodale e Latorre.
Nel 2003, in collaborazione con un Intesa Sanpaolo, il FAI lancia “I Luoghi del Cuore”, una campagna nazionale di sensibilizzazione sul valore del patrimonio culturale italiano che prevede un censimento biennale aperto a tutti i cittadini, alternato a una selezione di progetti da sostenere tra quelli rivolti ai luoghi che hanno raggiunto un numero minimo di voti.

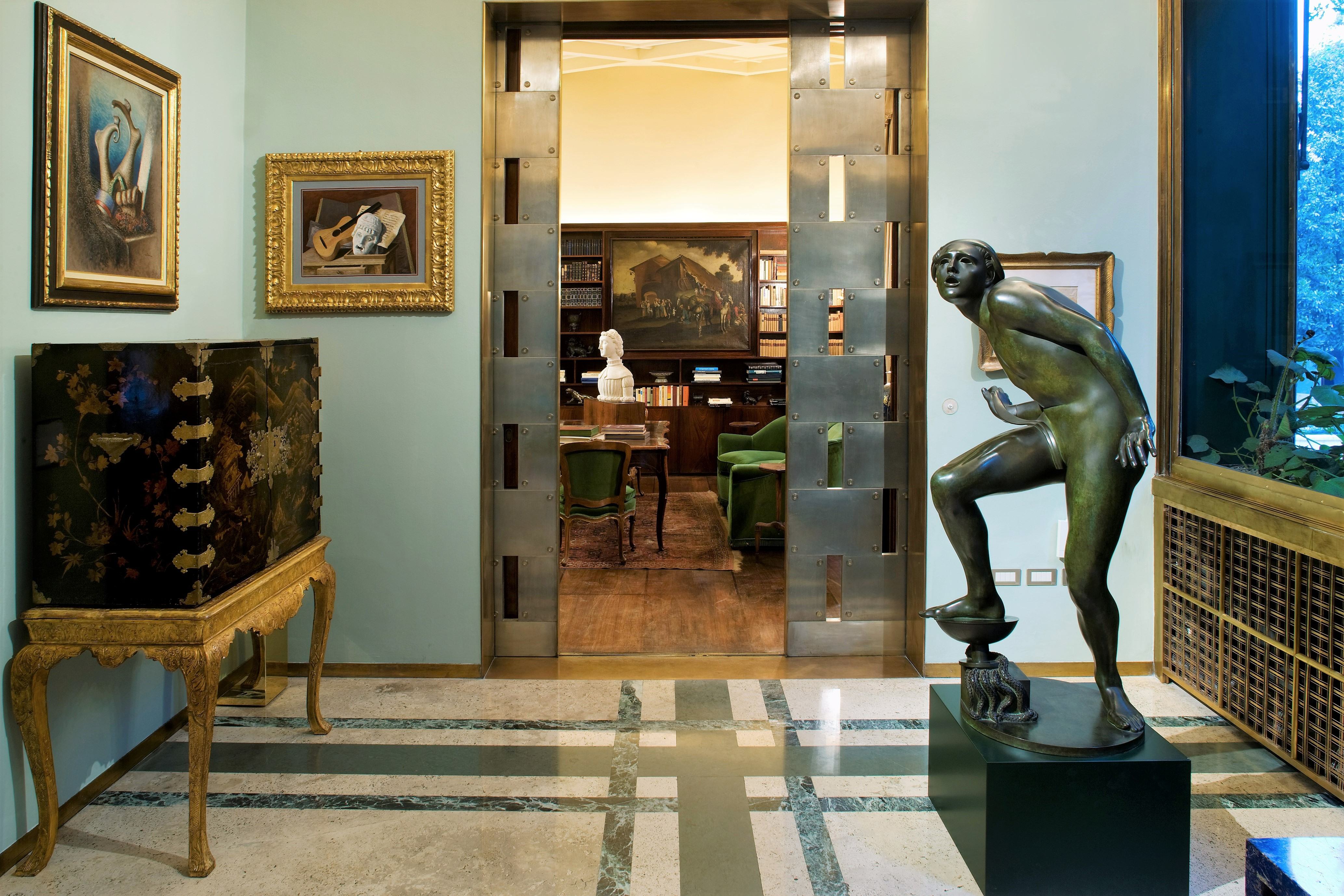
Villa Necchi Campiglio a Milano

Nel 2005 Lydia Campatelli dona la Torre e la Casa omonimi a San Gimignano, mentre il Mulino “Maurizio Gervasoni” a Baresi, in Provincia di Bergamo, segnalato durante il primo censimento nazionale "I Luoghi del Cuore" nel 2003, entra nel patrimonio della Fondazione attraverso l’acquisto dalla famiglia Gervasoni, reso possibile grazie a una donazione di Intesa Sanpaolo. Nello stesso anno, Maria Teresa Olcese Valoti e Pierpaolo Olcese lasciano al FAI Villa dei Vescovi in provincia di Padova, in memoria di Vittorio Olcese.
Nel 2008, dopo tre anni di restauro, apre nel centro di Milano Villa Necchi Campiglio, mirabile esempio di architettura residenziale degli anni 1930 su progetto di Piero Portaluppi, lasciata al FAI da Gigina Necchi Campiglio e Nedda Necchi nel 2001.

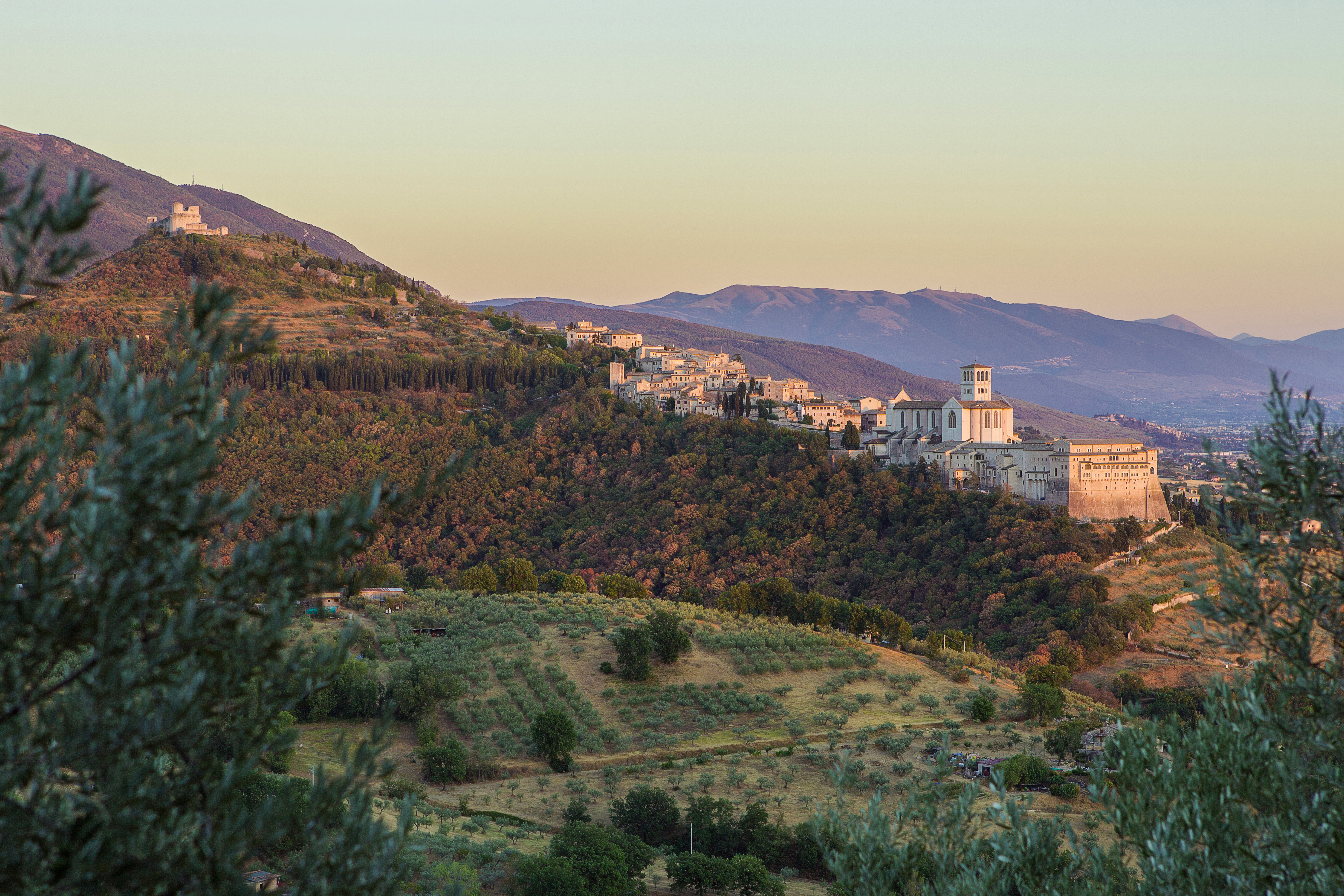
Il Bosco di San Francesco ad Assisi (PG)

Sempre nel 2008, l’azienda vinicola siciliana Donnafugata dona alla Fondazione un giardino tipico dell'Isola di Pantelleria; poi, grazie a una donazione Intesa Sanpaolo, il Bosco di San Francesco ad Assisi (PG) entra a far parte dei beni istituzionali del FAI, che lo inaugura tre anni dopo insieme all’opera di land art “Terzo Paradiso” di Michelangelo Pistoletto.
Nel 2009 Giuseppe Roi lascia Villa Fogazzaro di Oria Valsolda (CO) alla Fondazione che, nello stesso anno, acquisisce dall’Immobiliare Fiascherino Podere Case Lovara a Punta Mesco, tra Levanto e Monterosso (SP).

### Anni 2010
Seguono nel 2010 la Torre del Soccorso detta “del Barbarossa” a Tremezzina (CO), entrata nel patrimonio della Fondazione grazie al legato testamentario di Rita Emanuela Bernasconi e, nel 2011, un’antica pensilina del tram a Varese donata dalla famiglia Festi Mainone; l’Alpe Pedroria e Madrera in provincia di Sondrio, lasciate da Stefano Tirinzoni; la collezione di dipinti otto e novecenteschi conservati a Villa Flecchia a Magnano (BL), entrambe donate al FAI da Piero e Franca Enrico; la casa-barca firmata BBPR “Velarca”, donata da Aldo e Maria Luisa Norsa e il Negozio Olivetti in piazza San Marco a Venezia, in concessione da Assicurazioni Generali.

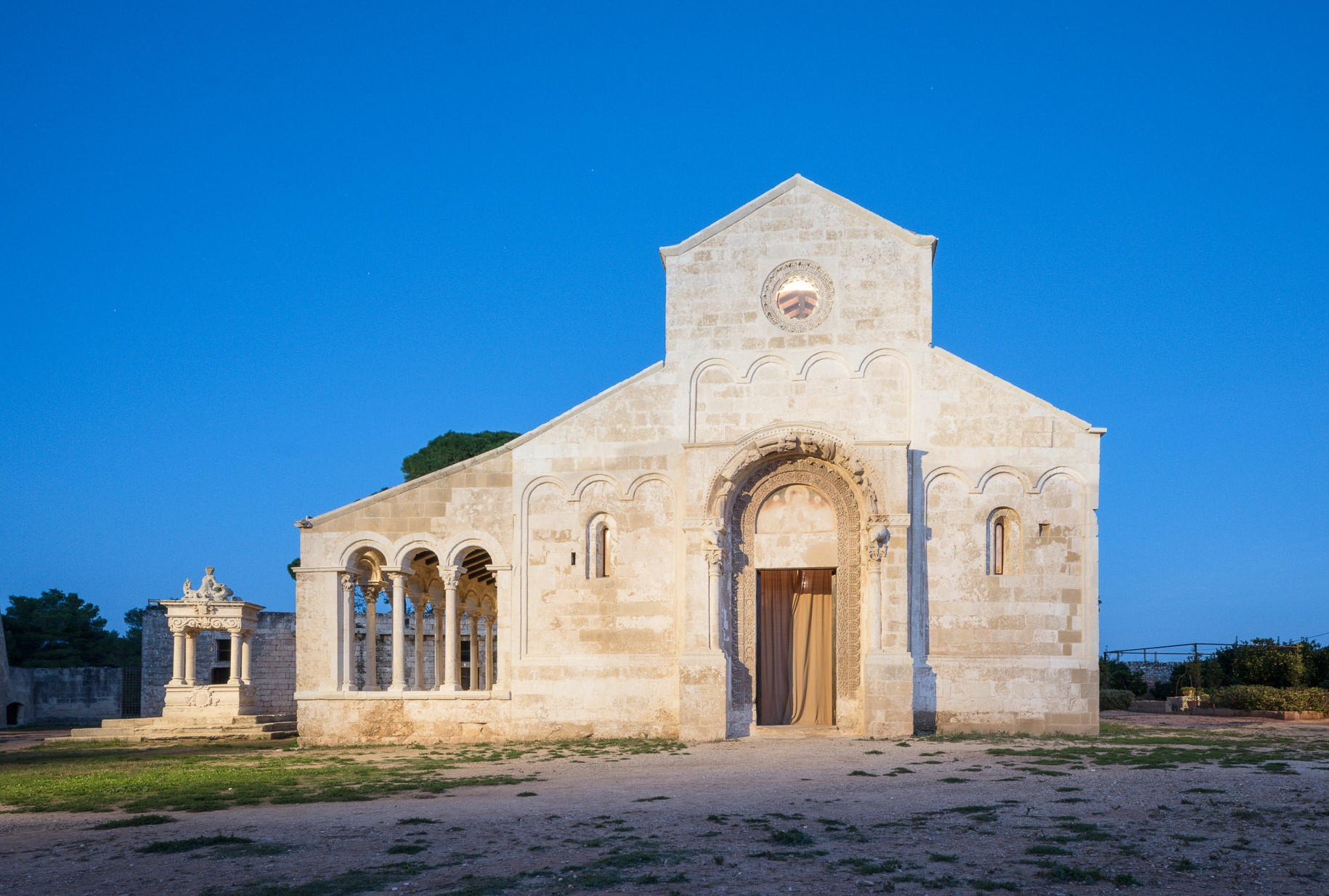
L’Abbazia di S. Maria di Cerrate a Lecce

La Provincia di Lecce nel 2012 dà in concessione al FAI l'Abbazia di Santa Maria di Cerrate. Nel 2015 la Fondazione riceve in donazione dai fratelli Bruno e Liliana Collavo il Monte Fontana Secca sul Massiccio del Grappa e, in eredità da Marialuisa Macchi, l’omonima casa a Morazzone (VA). Del 2015 è anche la concessione da parte del Comune di Milano della Palazzina Appiani all’Arena Civica del Parco Sempione.

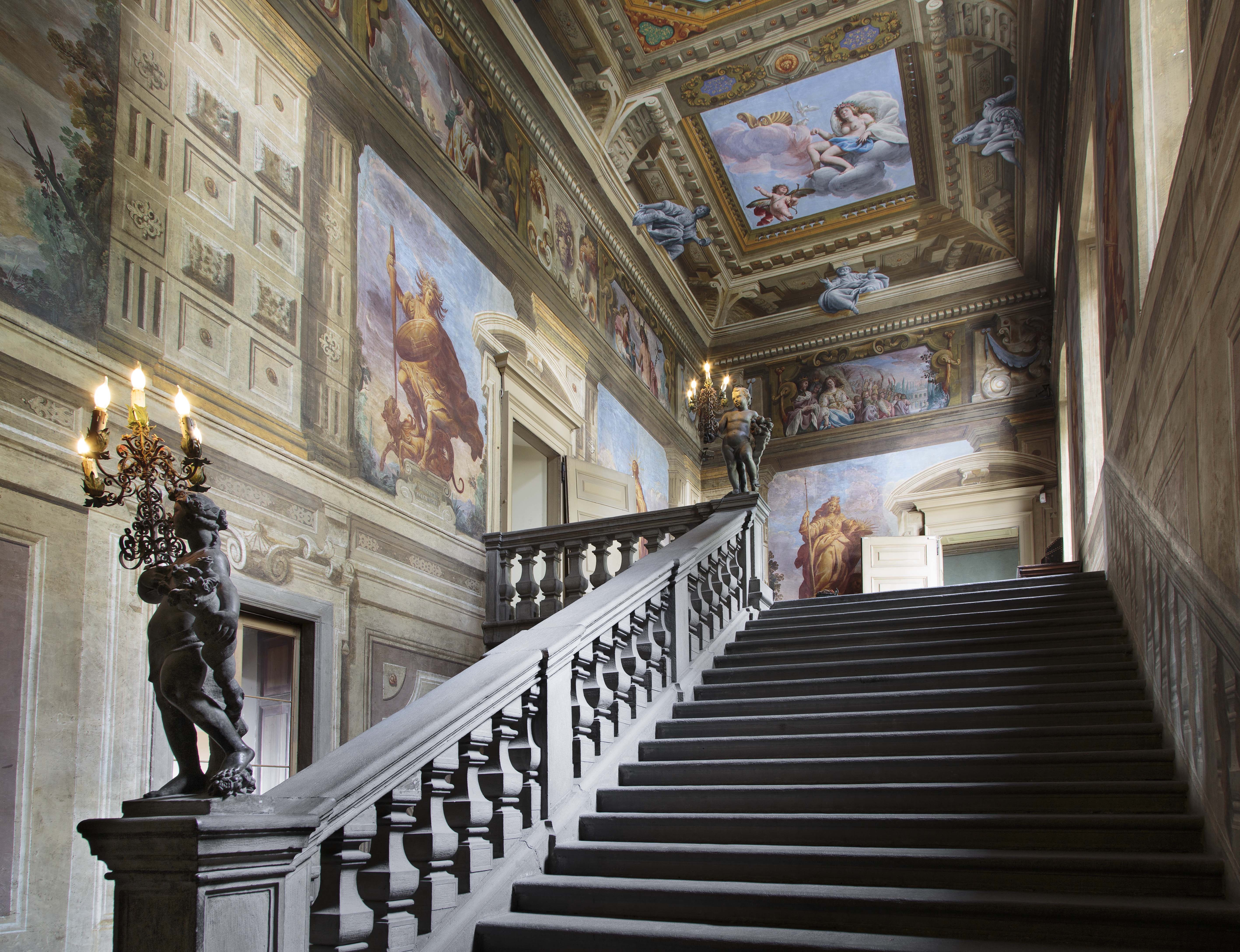
Palazzo e Giardini Moroni a Bergamo

L’anno successivo, il Parco Nazionale della Sila affida al FAI la gestione della riserva naturale dei Giganti della Sila (CS), cui seguono nel 2017 le Saline Conti Vecchi a Cagliari (allora affidate in concessione alla Ing. Luigi Conti Vecchi – Eni Rewind, Eni – e valorizzate dal FAI) e l’Orto sul Colle dell’Infinito a Recanati (MC), affidato in concessione dal Comune di Recanati, dal Centro Nazionale Studi Leopardiani e dal Centro Mondiale della Poesia e della Cultura "Giacomo Leopardi", inaugurato nel 2019 alla presenza del Presidente della Repubblica Sergio Mattarella.
Altre recenti acquisizioni riguardano Casa Bortoli a Palazzo Contarini a Venezia (2017), lasciata in eredità al FAI da Sergio e Carla Bortoli; la Cappella del Simonino a Trento (2018), grazie al lascito testamentario di Marina Larcher Fogazzaro e Palazzo Moroni a Bergamo (2019), con la collaborazione della Fondazione Museo di Palazzo Moroni.

### Anni 2020
Il lascito testamentario di Maria Adele “Pupa” Carnevale Miniati consente alla Fondazione di acquisire Villa Rezzola a Lerici (SP) nel 2020, anno in cui Filippo Perego di Cremnago dona al FAI la sua cascina ottocentesca insieme a una tenuta di 40 ettari in Lomellina (PV).
Nel 2021 la Fondazione riceve il Bosco “Carmela Cortini” di Valzo di Valle Castellana (TE) alla cui memoria il marito Franco Pedrotti intitola la donazione.
Nel 2022 apre al pubblico Casa e Collezione Laura a Ospedaletti (IM), donata al FAI nel 2001 da Luigi Anton e Nera Laura, e il Memoriale Brion a San Vito di Altivole (TV) – capolavoro dell’architettura del Novecento firmato da Carlo Scarpa e a lui commissionato da Onorina Brion in memoria del marito Giuseppe – viene donato alla fondazione dai figli Ennio e Donatella.
Dopo un lungo restauro iniziato nel 2013, a settembre 2024 viene inaugurata la Velarca, una casa-barca progettata dal gruppo BBPR per i coniugi Fiammetta ed Emilio Norsa nel 1959, e donata al FAI dal figlio Aldo. A luglio dello stesso anno viene riaperta l'Aula del Simonino, una piccola cappella nel Palazzo Bortolazzi Larcher Fogazzaro di Trento, che era stata lasciata in eredità al FAI nel 2018 da Marina Larcher Fogazzaro.

### Altri beni istituzionali del FAI
Rientrano infine tra i beni istituzionali della Fondazione:
- le Aree boschive sul Monte di Portofino (GE) rispettivamente donate da eredi Casana in memoria di Renato Casana nel 1977, Carla Salvucci nel 1981, Benito Brignola nel 1986, Ida Marta Oliva nel 2001, famiglia Falconi nel 2015, famiglia Capurro nel 2016;[74]
- l’Area costiera sull'Isola di Capraia (LI) donata da Ignazio Vigoni Medici di Marignano nel 1978;[75]
- l’Area costiera a San Giovanni a Piro (SA) donata da Fiamma Petrilli Pintacuda nel 1984;[76]
- l’Area costiera sull'Isola di Ponza (LT) donata da Franco e Bianca Maria Orsenigo nel 2001:[77]
- l’Area collinare sull'Isola di Levanzo (TP) donata da Griseldis Fleming nel 2001;[78]
- la “Stanza del belvedere” a Vasto (CH) lasciata da Cesario Cicchini nel 2006;[79]
- i terreni sull'ansa dell'Adige (VR) donati da Renata Dalli Cani nel 2012;[80]
- l’Area agricola a Cetona (SI) acquisita grazie alla donazione di Federico Forquet nel 2013;[81]
- Casa Dal Prà a Padova, lasciata in eredità da Maria Pia Dal Prà nel 2017;[82]
- le Case Montana ad Agrigento, acquistate da Caterina di Grado nel 2018.[83]

## Attività

### La missione del FAI

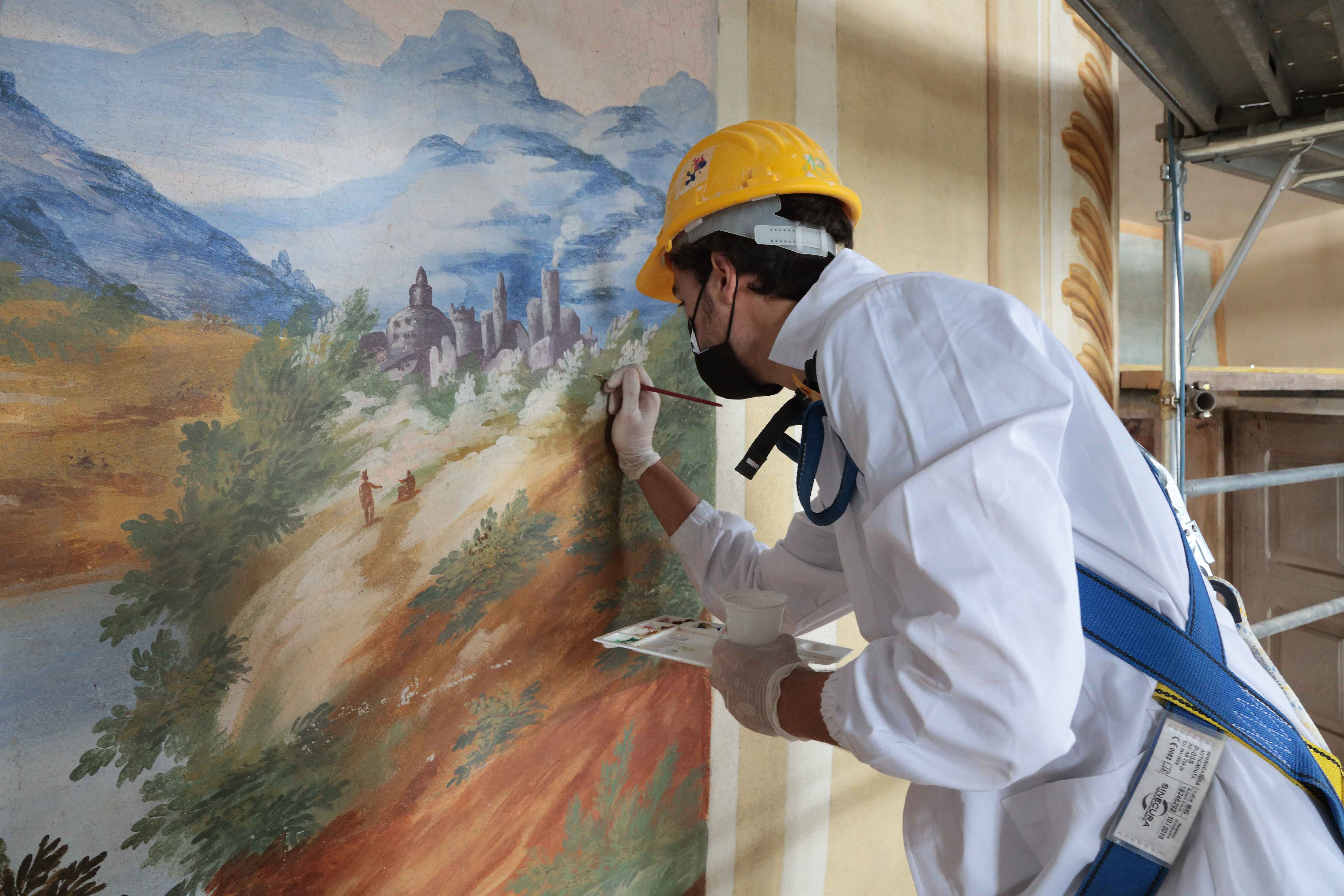
Un restauratore al Castello di Masino (TO)

Il FAI persegue la sua missione affiancando in modo sussidiario lo Stato italiano nell’offrire un servizio di pubblico interesse e rilevanza sociale: contribuire in modo efficace alla cura e alla valorizzazione del patrimonio italiano di storia, arte e natura attraverso un grande progetto partecipato, aperto a chiunque voglia far parte di una comunità che protegge e promuove questa risorsa collettiva, affinché chiunque possa averne conoscenza e beneficio.
Il FAI si impegna a tutelare, educare e vigilare operando secondo i suoi valori costitutivi: la conoscenza come elemento di crescita per la persona e per la società, la concretezza come valore oltre che come metodo e pratica d’azione, la qualità come stimolo a guardare costantemente avanti e migliorarsi, la curiosità come motore di scoperta e di progresso culturale, l’indipendenza come garanzia di autonomia di pensiero e di condotta, la trasparenza come principio guida di gestione e impegno verso coloro che sostengono la sua missione.
L’attività principale del FAI consiste nel curare e nell’offrire al pubblico luoghi storici, artistici e paesaggistici entrati a far parte del suo patrimonio grazie a donazione, eredità oppure concessi in gestione da privati o enti pubblici. Beni monumentali o naturalistici, dal riconosciuto valore storico, culturale e identitario, strappati spesso all’incuria e riportati in vita per essere nuovamente fruiti da tutti e diventare, o tornare a essere, un riferimento del contesto che li circonda.

### Le Giornate FAI e i Luoghi del Cuore

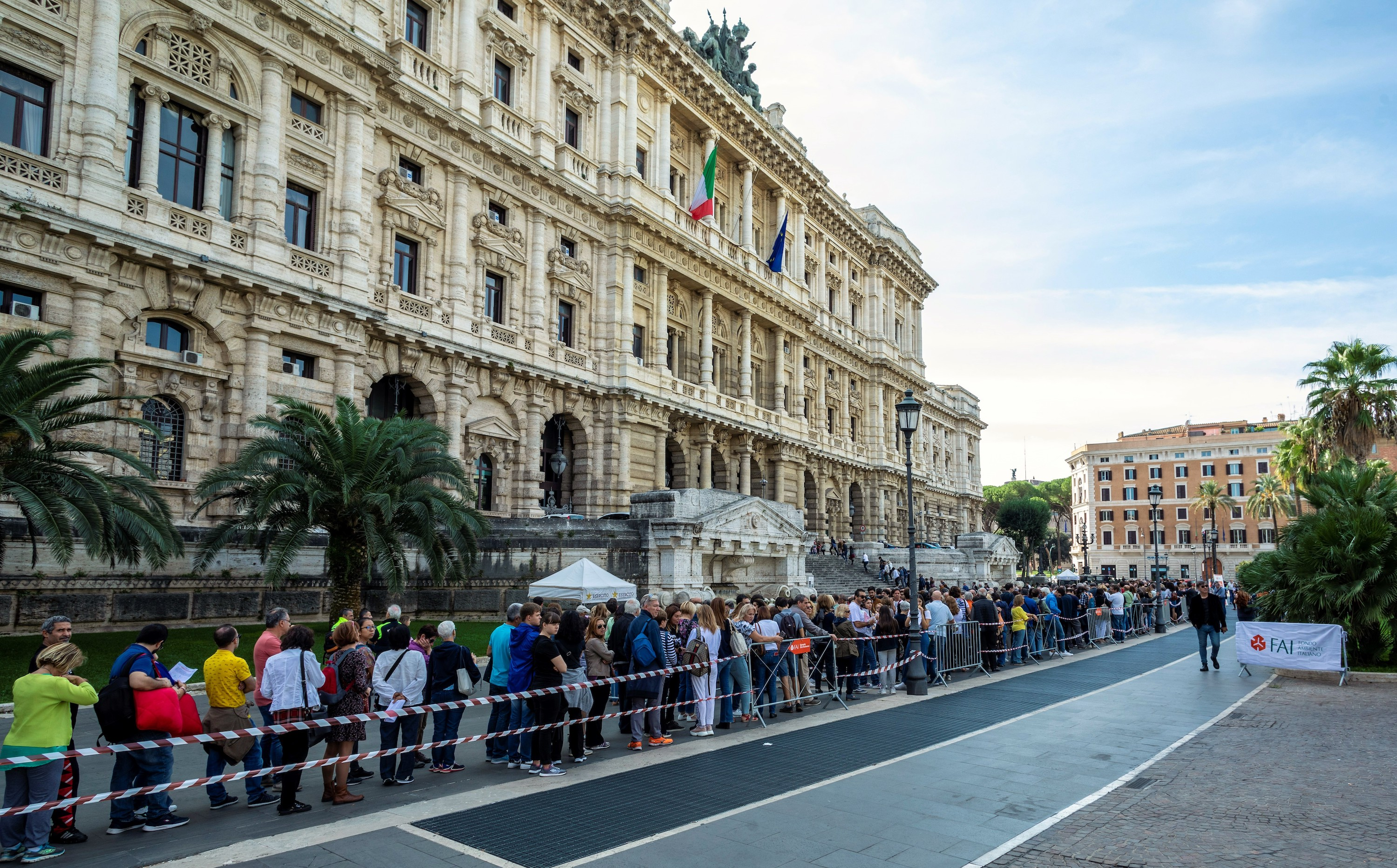
Una “Giornata FAI” a Roma

Oltre alla cura dei luoghi, la Fondazione realizza attività nazionali di promozione e sensibilizzazione come le Giornate FAI di Primavera e d'Autunno, uno dei primi e più popolari eventi di piazza dedicati al patrimonio culturale e paesaggistico italiano, che in trent’anni di vita ha aperto più di 19 000 siti normalmente non accessibili o poco valorizzati, richiamando oltre 13 milioni di visitatori.
O come I Luoghi del Cuore, la campagna che permette ai cittadini di segnalare al FAI luoghi da non dimenticare attraverso un censimento biennale al termine del quale la Fondazione sostiene una selezione di progetti promossi dai territori a favore dei luoghi che hanno raggiunto una soglia minima di voti. Dalla prima edizione del 2003, il progetto ha raccolto 9,6 milioni di segnalazioni relative a più di 39 000 luoghi italiani e varato 139 interventi su altrettanti “Luoghi del Cuore” in 19 regioni d’Italia.

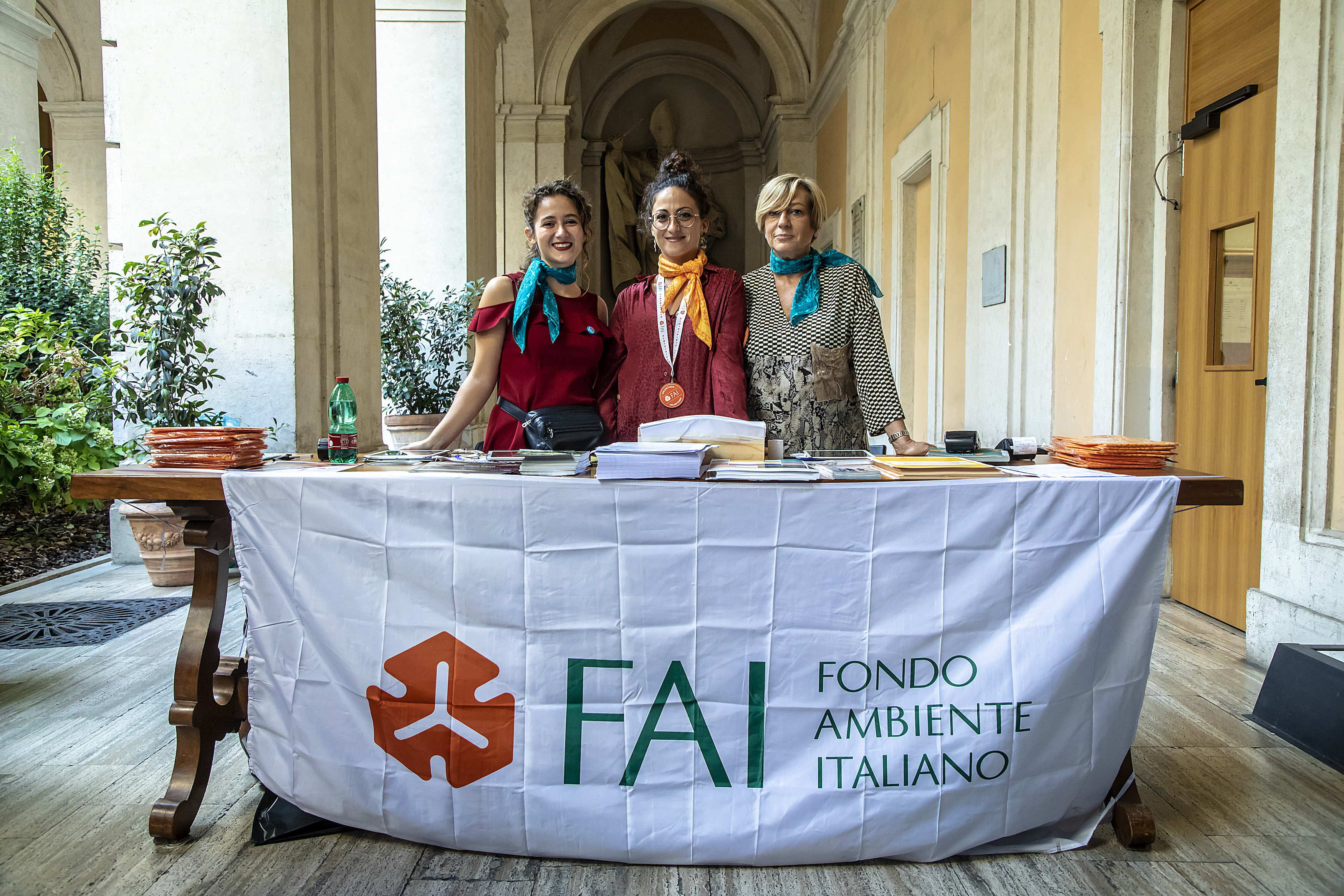
Un gruppo di volontarie a un banchetto FAI

### La rete territoriale
Alle iniziative nazionali contribuisce la rete territoriale del FAI, costituita da migliaia di volontari organizzati in più di 350 presìdi in tutta Italia, che scelgono di dedicarsi alla diffusione dei valori e della missione del FAI. Persone di ogni età che affiancano la Fondazione nel far conoscere e valorizzare il territorio anche attraverso numerose iniziative locali che li rendono un riferimento per la promozione culturale dei loro luoghi di appartenenza. Le iniziative territoriali del FAI sono a pagamento sia per i soci FAI che per tutti gli altri: in questo l'associazione è diversa dal National Trust inglese a cui si ispira, che invece prevede la gratuità di molte attività per i soci.

### I progetti per le scuole

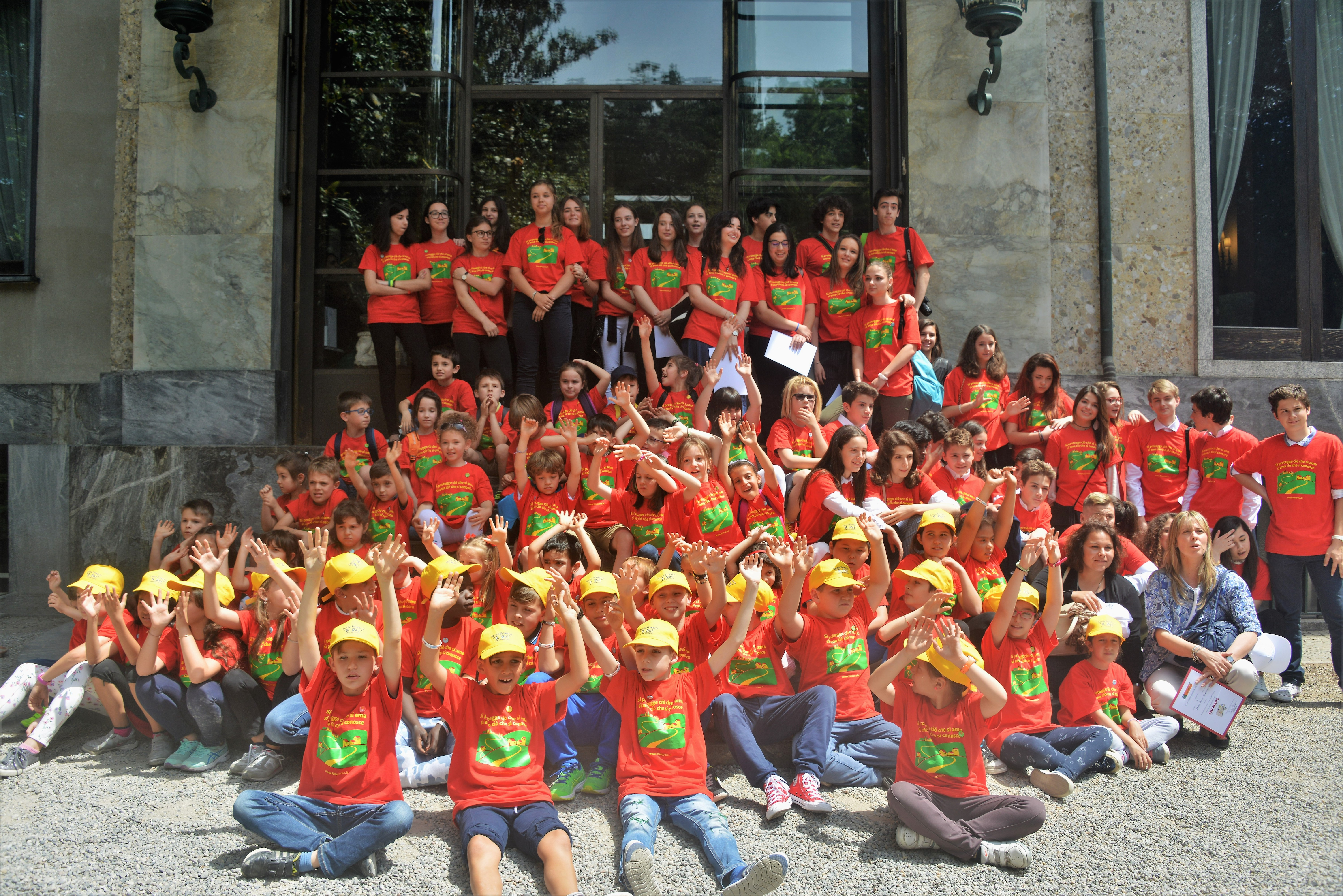
Un gruppo di piccoli partecipanti ai progetti FAI Scuola

Il FAI si propone come interlocutore della scuola italiana per offrire percorsi formativi multidisciplinari basati su esperienze applicate, per responsabilizzare i più giovani al rispetto del patrimonio comune e orientare le loro scelte future. Obiettivo primario nei confronti delle scuole è stimolare lo spirito di una cittadinanza attiva che trova la sua espressione più diretta nel progetto “Apprendisti Ciceroni”: studenti della scuola dell'obbligo che accompagnano il pubblico delle giornate FAI alla scoperta del patrimonio del loro territorio.
I ragazzi che partecipano come Apprendisti Ciceroni ricevono dal FAI un attestato di partecipazione e l'attività può essere svolta nell'ambito dei percorsi per le competenze trasversali e per l’orientamento (PCTO) obbligatori per gli studenti delle scuole secondarie di secondo grado.

### La tutela dell'ambiente

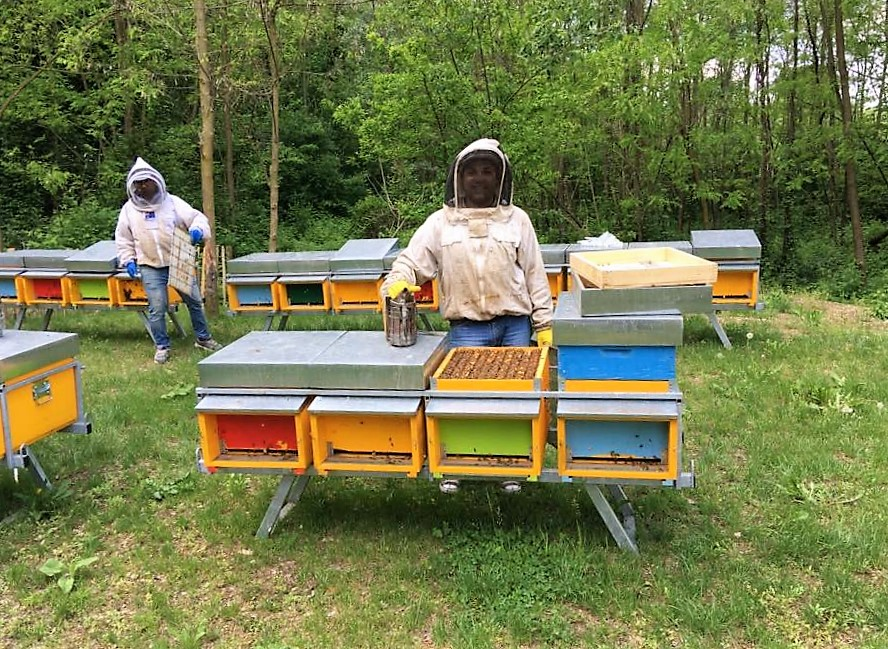
Le arnie del Monastero di Torba (VA)

Il FAI considera l’ambiente come un inscindibile intreccio tra storia e natura, che vede l’uomo parte responsabile in co-evoluzione con le altre specie del pianeta e a esse indissolubilmente legato. Per questo, la Fondazione mira a tutelare gli aspetti sia naturali sia storico-culturali inseriti in una più ampia cornice che diviene, appunto, ambiente. In sua difesa, il FAI è impegnato su tematiche come il consumo di suolo, l’acqua e l’energia, il cambiamento climatico, l’uso consapevole delle risorse naturali, il mantenimento della biodiversità e la buona gestione del territorio, in linea gli obiettivi di sviluppo sostenibile definiti dalle Nazioni Unite. Si impegna inoltre a rendere i Beni che tutela sempre più sostenibili considerandoli come “laboratori di sostenibilità” in cui sperimentare e applicare modelli replicabili. Il tutto, nel contesto di aree e beni vincolati dal punto di vista storico, artistico, paesaggistico e/o naturalistico.
La Fondazione partecipa inoltre al dibattito nazionale sui grandi temi dell’ambiente, del paesaggio e del patrimonio culturale e in ciò collabora con le forze più attive della società civile e con le istituzioni.

## I principali beni gestiti dal FAI
I beni istituzionali di cui la Fondazione si prende cura sono in continuo aumento. Nel 2022 erano 63 in tutta Italia, di cui 55 aperti e 8 in restauro., nel 2024 sono passati a 72, di cui 7 in restauro.
I principali beni tutelati, valorizzati, gestiti e aperti al pubblico dal FAI:
| Bene                                 | Comune                 | Provincia | Regione             | Acquisizione FAI |
| ------------------------------------ | ---------------------- | --------- | ------------------- | ---------------- |
| Area collinare sull'Isola di Levanzo | Favignana              | Trapani   | Sicilia             | 2001             |
| Area costiera di Cala Junco          | Lipari                 | Messina   | Sicilia             | 1977             |
| Area costiera di San Giovanni a Piro | San Giovanni a Piro    | Salerno   | Campania            | 1984             |
| Area costiera sull'Isola di Capraia  | Capraia Isola          | Livorno   | Toscana             | 1978             |
| Area costiera sull'Isola di Ponza    | Ponza                  | Latina    | Lazio               | 2001             |
| Area rurale a Cetona                 | Cetona                 | Siena     | Toscana             | 2013             |
| Aree boschive sul Monte di Portofino | Camogli                | Genova    | Liguria             | 1977             |
| Abbazia di San Fruttuoso             | Camogli                | Genova    | Liguria             | 1983             |
| Abbazia di Santa Maria a Cerrate     | Lecce                  | Lecce     | Puglia              | 2012             |
| Antica pensilina del tram            | Varese                 | Varese    | Lombardia           | 2011             |
| Alpe Pedroria e Alpe Madrera         | Talamona               | Sondrio   | Lombardia           | 2011             |
| Aula del Simonino                    | Trento                 | Trento    | Trentino-Alto Adige | 2018             |
| Baia di Ieranto                      | Massa Lubrense         | Napoli    | Campania            | 1987             |
| Antica Barberia Giacalone            | Genova                 | Genova    | Liguria             | 1992             |
| Batteria militare Talmone            | Palau                  | Sassari   | Sardegna            | 2003             |
| Bosco di San Francesco               | Assisi                 | Perugia   | Umbria              | 2008             |
| Bosco "Carmela Cortini"              | Valle Castellana       | Teramo    | Abruzzo             | 2021             |
| Casa Bortoli                         | Venezia                | Venezia   | Veneto              | 2017             |
| Casa Carbone                         | Lavagna                | Genova    | Liguria             | 1987             |
| Casa e Collezione Laura              | Ospedaletti            | Imperia   | Liguria             | 2001             |
| Casa Macchi                          | Morazzone              | Varese    | Lombardia           | 2016             |
| Casa Noha                            | Matera                 | Matera    | Basilicata          | 2004             |
| Castel Grumello                      | Montagna in Valtellina | Sondrio   | Lombardia           | 1990             |
| Castello della Manta                 | Manta                  | Cuneo     | Piemonte            | 1985             |
| Castello di Avio                     | Avio                   | Trento    | Trentino-Alto Adige | 1977             |
| Castello e Parco di Masino           | Caravino               | Torino    | Piemonte            | 1988             |
| Collezione Enrico a Villa Flecchia   | Magnano                | Biella    | Piemonte            | 2011             |
| Antica edicola dei giornali          | Mantova                | Mantova   | Lombardia           | 1992             |
| Giardino della Kolymbethra           | Agrigento              | Agrigento | Sicilia             | 1999             |
| Giardino Pantesco Donnafugata        | Pantelleria            | Trapani   | Sicilia             | 2008             |
| I Giganti della Sila                 | Spezzano della Sila    | Cosenza   | Calabria            | 2016             |
| Maso Fratton Valaja                  | Spormaggiore           | Trento    | Trentino-Alto Adige | 1993             |
| Memoriale Brion                      | Altivole               | Treviso   | Veneto              | 2022             |
| Monastero di Torba                   | Gornate Olona          | Varese    | Lombardia           | 1977             |
| Monte Fontana Secca                  | Setteville             | Belluno   | Veneto              | 2015             |
| Mulino Maurizio Gervasoni            | Roncobello             | Bergamo   | Lombardia           | 2005             |
| Negozio Olivetti                     | Venezia                | Venezia   | Veneto              | 2011             |
| Oasi Zegna                           | Trivero                | Biella    | Piemonte            | 2014             |
| Orto sul Colle dell'Infinito         | Recanati               | Macerata  | Marche              | 2017             |
| Palazzina Appiani                    | Milano                 | Milano    | Lombardia           | 2015             |
| Palazzo Moroni                       | Bergamo                | Bergamo   | Lombardia           | 2019             |
| Parco Sorgenti Ferrarelle di Riardo  | Riardo                 | Caserta   | Campania            | 2010             |
| Parco Villa Gregoriana               | Tivoli                 | Roma      | Lazio               | 2002             |
| Promontorio e Torre di Punta Pagana  | Rapallo                | Genova    | Liguria             | 1981             |
| Saline Conti Vecchi                  | Assemini               | Cagliari  | Sardegna            | 2017             |
| Teatrino di Vetriano                 | Pescaglia              | Lucca     | Toscana             | 1997             |
| Torre e Casa Campatelli              | San Gimignano          | Siena     | Toscana             | 2005             |
| Torre di Velate                      | Varese                 | Varese    | Lombardia           | 1989             |
| Velarca                              | Tremezzina             | Como      | Lombardia           | 2011             |
| Villa dei Vescovi                    | Torreglia              | Padova    | Veneto              | 2005             |
| Villa del Balbianello                | Tremezzina             | Como      | Lombardia           | 1988             |
| Villa Caviciana                      | Gradoli                | Viterbo   | Lazio               | 2022             |
| Villa Della Porta Bozzolo            | Casalzuigno            | Varese    | Lombardia           | 1989             |
| Villa e Collezione Panza             | Varese                 | Varese    | Lombardia           | 1996             |
| Villa Fogazzaro Roi                  | Valsolda               | Como      | Lombardia           | 2009             |
| Villa Necchi Campiglio               | Milano                 | Milano    | Lombardia           | 2001             |
| Villa Rezzola                        | Lerici                 | La Spezia | Liguria             | 2020             |

Elenco di beni affidati, tramite donazione o concessione, attualmente in restauro:
| Bene                                       | Comune              | Provincia | Regione   | Acquisizione FAI |
| ------------------------------------------ | ------------------- | --------- | --------- | ---------------- |
| Casino Mollo                               | Spezzano della Sila | Cosenza   | Calabria  | 2016             |
| Torre del Soccorso detta del Barbarossa    | Tremezzina          | Como      | Lombardia | 2011             |
| Podere Case Lovara                         | Levanto             | La Spezia | Liguria   | 2009             |
| Casa Crespi                                | Milano              | Milano    | Lombardia | 2013             |
| Casa Livio-Grandi                          | Milano              | Milano    | Lombardia | 2023             |
| Convento di San Bernardino - Casa Olivetti | Ivrea               | Torino    | Piemonte  | 2023             |

## Presidenti
- Giulia Maria Mozzoni Crespi (1975-2009)
- Ilaria Borletti Buitoni (2010-2013)
- Andrea Carandini (2013-2021)
- Marco Magnifico (dal 2021)